# Maxwell (musiker)
Maxwell, född den 23 maj 1973, född i Brooklyn, New York, är en amerikansk R&B-artist som spelat en viktig roll i utvecklingen av sub-genren R&B-soul.

## Diskografi (ej fullständig)
- Maxwell's Urban Hang Suite (1996)
- Embrya (1998)
- Now (2001)
- BLACKsummers'night (2009)

## Turneringar
- Maxwell & Jill Scott: The Tour (2010)

## Utmärkelser
- Billboard Music Awards
  - 1999, R&B Single of the Year: "Fortunate"
- Grammy Awards
  - 2010, Best Male R&B Vocal Performance: "Pretty Wings"
- Image Awards
  - 2010, Outstanding Male Artist
- Soul Train Awards
  - 2009, Best Male Artist R&B/Soul
  - 2000, Best R&B/Soul Single Male: "Fortunate"
  - 2000, Best R&B/Soul Album, Male: Embrya (Nominated)
  - 1996, Best R&B/Soul Single Male: "Ascension (Don't Ever Wonder)"
  - 1996, Best R&B/Soul Album, Male: Maxwell's Urban Hang Suite
  - 1996, Best R&B/Soul or Rap New Artist